# Fish River (Namibia)
Il Fish River è un fiume della Namibia che si trova nella Provincia del Capo Orientale. La sua sorgente è situata presso Mariental, mentre il deflusso avviene nel fiume Orange, vicino al confine con il Sudafrica.